# Björkekinds härad

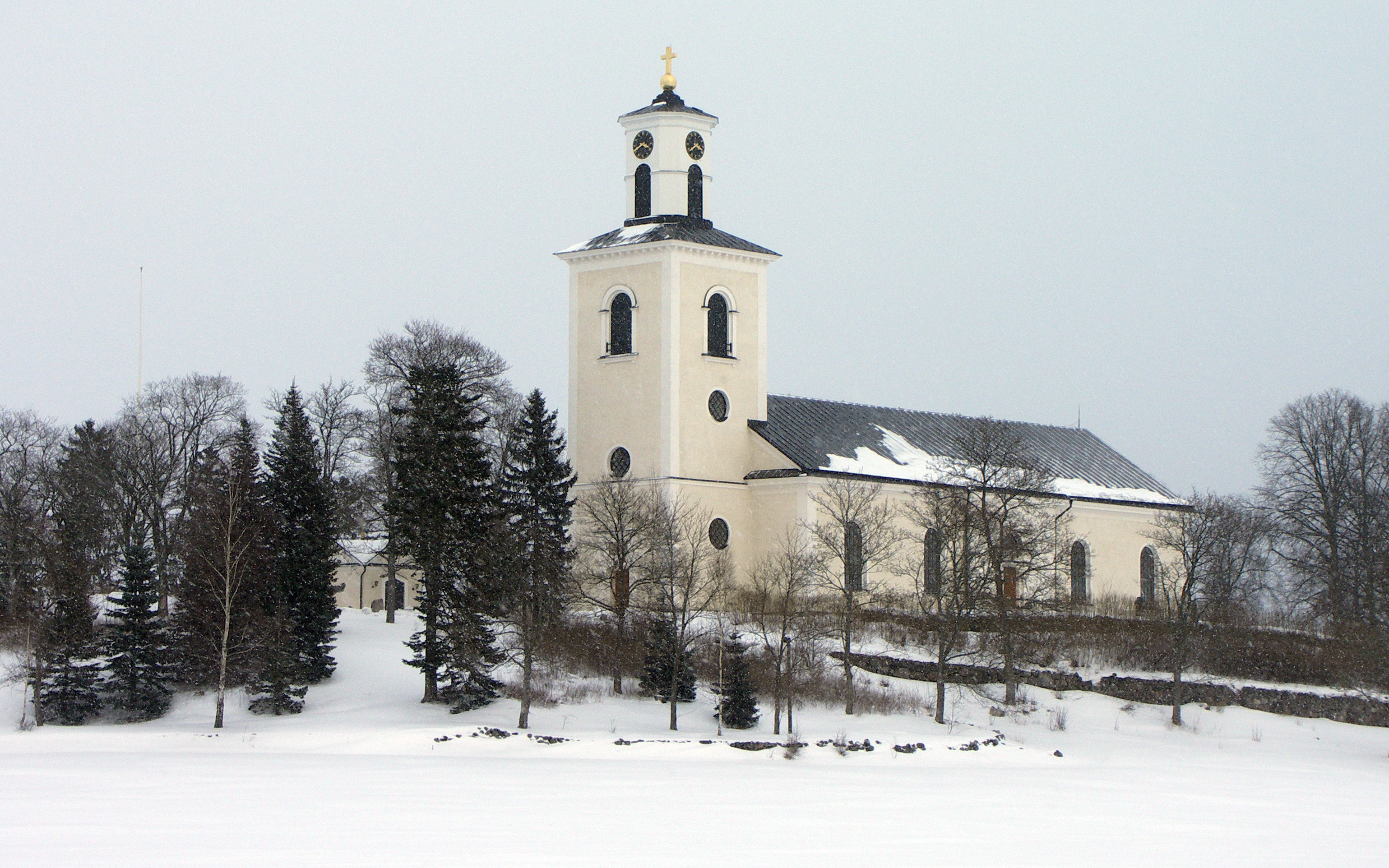
Kuddby kyrka

Björkekinds härad var ett härad i Östergötland. Häradet omfattade delar av nuvarande Norrköpings kommun. Den totala arealen mätte 224 km², varav 221 land och befolkningen uppgick år 1930 till 4 241 invånare.
Tingsställe var från slutet av medeltiden  till 1719 Kuddby. År 1719 flyttades tinget till Höckerstad där den var kvar till 1863 med undantag av perioden mellan 1760 och 1764 då den åter var i Kuddby. 1863 flyttade tinget till Norrköping.

## Geografi
Björkekinds härad var belägen på den södra delen av halvön Vikbolandet öster om Norrköping. Det avgränsades i söder av havsviken Slätbaken i vilken Göta kanal mynnar öster om staden Söderköping. Halvön består av en småkullig och i hög grad uppodlad slättbygd, vilken är en ostlig utlöpare till den bördiga Östgötaslätten som sträcker sig tvärs över hela landskapet. Intill Slätbaken är kullarna höga och mycket branta, och landskapet sluttar nedåt från viken i nordlig riktning. Kring dess mynning återfinns delar av den sönderskurna kustremsan som utgör Östgötaskärgården, med flera större öar och mindre skär. I norr når en liten flik av Konungsunds socken ända fram till Bråviken. Häradets enda större sjö var Lyngsjön som blev torrlagd genom en sjösänkning år 1918. Björkekinds härad gränsade i norr mot Östkinds härad, i nordväst mot Lösings härad och i sydväst mot Söderköpings stad och Hammarkinds härad.
Häradet saknade köpingar och municipalsamhällen, och har inte heller några större tätorter.

### Socknar
Björkekinds härad omfattade följande socknar:
- Konungsund
- Kuddby
- Rönö
- Tåby
- Å
- Östra Ny

## Historia
Landskapet Östergötland har varit befolkat sedan urminnes tider och dess invånare omtalas för första gången under folkvandringstiden. Redan tidigt utgjorde landskapet en av de tre centralbygder som under medeltiden skulle komma att forma konungariket Sverige. Slättbygderna i landskapets centrala delar genomkorsades under stenåldern av en fjärd som förband sjön Vättern med havet, och vartefter landet höjdes bildades den bördiga Östgötaslätten på vilken delar av Björkekind härad var beläget. Vikbolandet har länge varit en rik jordbruksbygd och med ett mycket fördelaktigt läge mellan inloppen till två genom historien viktiga hamnstäder, Söderköping vid Slätbaken i söder som från 1500- och 1600-talen ersattes av Norrköping vid Bråviken i norr. Namnet Björkekind har ett efterled -kind som är vanligt bland häradsnamnen i Östergötland och kommer av ett isländskt ord för släkt eller ätt. Förledet Björke- kommer av fornsvenskans Biærka-, vilket eventuellt kan innehålla ett personnamn men annars kommer från trädet björk. Björkekinds ursprungliga tingsplats låg vid Kuddby där ortnamnet anger den kut d.v.s. åsrygg som själva tingsplatsen en gång var belägen på, men flyttades under slutet av 1700-talet till Höckerstad i Östra Ny socken. Vid Ring i Å socken söder därom låg en kungsgård där socknens ursprungliga kyrka också torde varit belägen och via Konungsunds och Tåby kyrkor passerade den ursprungliga medeltida kungliga ridvägen Eriksgatan under den tid denna gick mellan Norrköping och Söderköping.
Söderköping uppstod ursprungligen i gränslandet mellan Björkekinds, Hammarkinds och Lösings härader. Under folkvandringstiden fanns det på Borgberget strax norr om staden en fornborg kallad Ramundersborg. Borgen som är den största på det svenska fastlandet kan eventuellt ha använts som en tillflyktsort under orostider, men kan även ha haft en fast befolkning och i närheten ligger flera gravrösen som anses vara cirka 1000 år äldre än själva borgen. 
Göta kanal mynnar i Slätbaken vid Mem strax öster om Söderköping. Här ligger Mems slott med anor från medeltiden som numera fungerar som kursgård. Längre österut låg Rönö slott som en gång var kungsgård men som kom att förstöras under på order av Sten Sture den äldre under slutet av 1400-talet. Under kung Johan III uppfördes ett nytt slott till hans drottning Gunilla Bielke och sonen Johan, hertig av Östergötland, vilket också avbildades av Erik Dahlbergh i Suecia Antiqua et Hodierna. Detta slott som så mycket annat längs den svenska kusten förstördes dock vid det ryska kriget år 1719, och på platsen där slottet en gång stod uppfördes därefter en enklare kungsgård. Spår av den gamla tidens varningssystem mot sjöinvasioner finns fortfarande kvar vid Lönshuvud öster om Rönö kyrka där en vårdkase funnits bevarad i generationer. Söder om Rönö slott ligger 1800-talsherrgården Kåresholm med utsikt över Slätbakens yttre fjärd Trännöfjärden. I närheten återfinns även en koppargruva, vars malm behandlades vid Gottenvik i Östkinds härad.

## Län, fögderier, tingslag, domsagor och tingsrätter
Socknarna ingick i Östergötlands län. Församlingarna tillhör(de) Linköpings stift.
Häradets socknar hörde till följande fögderier:
- 1720-1899 Lösings, Björkekinds, Östkinds fögderi
- 1900-1917 Björkekind, Östkind, Lösing, Bråbo och Memmings fögderi
- 1918-1990 Norrköpings fögderi.

Häradets socknar tillhörde följande tingslag, domsagor och tingsrätter:
- 1680-1873 Björkekinds tingslag i
  - 1720-1794 Lösings, Björkekind, Östkinds och Hammarkinds häraders domsaga (mellan 1780 och 1790 delad)
  - 1795-1873 Lösings, Bråbo (från 1849), Memmings (från 1853), Björkekinds och Östkinds häraders domsaga.
- 1874-1903 Björkekinds och Östkinds tingslag
- 1904-1947 Bråbygdens tingslag i Bråbygdens och Finspånga läns domsaga (från 1927)
- 1948-1970 Bråbygdens och Finspånga läns domsagas tingslag i Bråbygdens och Finspånga läns domsaga

- 1971- Norrköpings tingsrätt och domsaga

## Häradshövdingar
| Ämbetstid | Namn                                     | Levandstid |
| --------- | ---------------------------------------- | ---------- |
| 1414–1442 | Henrik Grote                             |            |
| 1452–1454 | Lage Dus                                 |            |
| 1476–1482 | Björn Nilsson (Krumme)                   |            |
| 1526–     | Truls Andersson (halv lilja med stjärna) |            |
| 1571–1595 | Anders Keith                             |            |
| 1602–1614 | Christoffer von Scheiding                |            |
| 1617–1629 | Carl Oxenstierna                         |            |
| 1629–1631 | Erik Jöransson (Ulfsparre)               |            |
| 1634–1652 | Mårten Persson Blix                      |            |
| 1653–     | Jakob Larsson Gavelius                   |            |
| 1655–1665 | Carl Anders Pommerenning                 |            |
| 1665–1680 | Gustaf Kurck                             |            |